# Challenger de Mauthausen 2024
El torneo Upper Austria Open 2024, denominado por razones de patrocinio Danube Upper Austria Open powered by SKE fue un torneo de tenis perteneció al ATP Challenger Tour 2024 en la categoría Challenger 100. Se trató de la 3ª edición; el torneo tuvo lugar en la ciudad de Mauthausen (Austria), desde el 6 hasta el 12 de mayo de 2024 sobre de tierra batida al aire libre.

## Jugadores participantes del cuadro de individuales
| Preclasificado | País                  | Jugador                 | Rank1 | Posición en el torneo |
| 1              | Bandera de Argentina  | Francisco Comesaña      | 96    | Semifinales, retiro   |
| 2              | Bandera de Argentina  | Román Andrés Burruchaga | 148   | Segunda ronda         |
| 3              | Bandera de Canadá     | Gabriel Diallo          | 154   | Primera ronda, retiro |
| 4              | Bandera de Finlandia  | Otto Virtanen           | 158   | Segunda ronda         |
| 5              | Bandera de Alemania   | Benjamin Hassan         | 159   | Primera ronda, retiro |
| 6              | Bandera de Eslovaquia | Jozef Kovalík           | 164   | FINAL                 |
| 7              | Bandera de Francia    | Ugo Blanchet            | 165   | Segunda ronda         |
| 8              | Bandera de Japón      | Sho Shimabukuro         | 171   | Primera ronda, retiro |

- 1 Se ha tomado en cuenta el ranking del 22 de abril de 2024.

### Otros participantes
Los siguientes jugadores recibieron una invitación (wild card), por lo tanto ingresan directamente al cuadro principal (WC):
- Sandro Kopp
- Joel Schwärzler
- Sebastian Sorger

Los siguientes jugadores ingresan al cuadro principal tras disputar el cuadro clasificatorio (Q):
- Arthur Gea
- Jérôme Kym
- Gerald Melzer
- Max Hans Rehberg
- Mats Rosenkranz
- Mohamed Safwat

## Campeones

### Individual Masculino
- Lucas Pouille derrotó en la final a  Jozef Kovalík por 6–3, 6–3

### Dobles Masculino
- Constantin Frantzen /  Hendrik Jebens derrotaron en la final a  Ryan Seggerman /  Patrik Trhac por 6–4, 6–4